# العربي العلمي (مجلة)
العربي العلمي هي مجلة شهرية للثقافة العلمية باللغة العربية تصدرها وزارة الإعلام الكويتية للقارئ العربي، بدأ إصدارها في عام 2011.

## تاريخ المجلة
وهي تمثل النمو الطبيعي لـ «الملحق العلمي» الذي كان يوزع مجانا مع مجلة العربي، حتى أصبحت مجلة قائمة بذاتها. حيث توسعت من مجرد ملحق من القطع الصغير لا يزيد عدد صفحاته عن 32 ورقة، إلى أن أصبحت مجلة مستقلة من القطاع المتوسط، تصل صفحاتها إلى 64 ورقة.
وتتكون العربي العلمي من عدة أبواب علمية، تترتب بإيجاز كما يلي:
الآن وغدا:
وهو يطرح مادة علمية للنقاش وتكون ذات استمرارية في وجودها، وطرأ عليها تغيير أنتج عنها ظواهر أو مشكلات ذات صلة، ويقدم رؤية علمية مستقبلية لوضعها أو لظواهرها أو مشكلاتها.
دوائر متداخلة:
ويقدم الاكتشافات العلمية الحديثة فيما يخص التكنولوجيا والإنترنت، الفلك والطب وأحدث ما توصلت له الاكتشافات البشرية في هذا المجال وتفرض أهميتها وصولها للقارئ العربي وضرورة الإطلاع عليها.
فضاء الأسئلة:
وهي صفحات مخصصة للإجابة عن التساؤلات التي قد يطرحها القارئ العادي غير المتخصص في مجال علمي معين، ويبحث لها عن إجابة، وقد تتنوع مجالات هذه الأسئلة فقد تكون في العلوم الفلكية أو الأحياء أو التكنولوجيا والاختراعات العلمية، والإجابة تكون وافية وتشبع فضول السائل.
وبيننا العلم:
وهو عبارة عن حوار ومقابلة مع أحد متخصصين في المجالات العلمية ليحدثنا عن انجازاته ورؤيته العلمية
كتب جديدة:
ويحتوي عرض وتقديم لكتب علمية حديثة الإصدار أو ذات أهمية علمية.
أبواب متنوعة أخرى:
هذا بالإضافة إلى عدد من الأخبار العلمية الحديثة من اكتشافات وأبحاث مترجمة، مقدمة بلغة عربية سلسة ومفهومة.
كما تنشر مجلة العربي العلمي قصص مترجمة ومؤلفة في أدب الخيال العلمي. وتدعو أدبائها للمساهمة فيها.

## وصلات خارجية
- موقع مجلة العربي الرسمي
- صفحة مجلة العربي على الفيس بوك  على فيسبوك.